# SAUDE! SAUDADE...
『NX NIPPON EXPRESS SAÚDE! SAUDADE...』（エヌエックス ニッポンエクスプレス・サウージ・サウダージ）とはJ-WAVEで放送されているラジオ番組。

## 概要
J-WAVE開局翌日の1988年10月2日放送開始。当番組の前に放送されている『TOKIO HOT 100』と並び開局当初から続いている数少ない長寿番組である。
当初の正式タイトルは「KIKKOMAN Heartconscious Twilight/Saúde Saudade」（キッコーマン・ハートコンシャス・トワイライト・サウージ・サウダージ）として放送。
その後、スポンサー変更に伴いタイトルを「JAL SAÚDE! SAUDADE...」に変更。2005年4月から2009年3月は「NOEVIR SAÚDE! SAUDADE...」となっていた。その後、2011年3月まで冠スポンサーは付いていなかったが、2011年4月から「NIPPON EXPRESS SAÚDE! SAUDADE...」となる。そして2022年1月からはスポンサーの日本通運が持株会社への移行とグループブランドの導入に伴う社名変更により、「NX NIPPON EXPRESS SAÚDE! SAUDADE...」と変更され、現在に至る。
番組名に使われているふたつの単語はいずれもポルトガル語であり、「サウージ（saúde）」が「健康」あるいは「乾杯！」という挨拶、「サウダージ（saudade）」が「懐かしさ」「郷愁」「もう戻る事の出来ない無邪気で日々の悩みも無く楽しかった幼き頃の日々への想い（この解釈の場合、他言語で「saudade」に該当する用語はまず存在しないと言われている）」などを表す。いずれもブラジルの文化的風土を表すことばとして、よく使われる単語である。
ブラジル音楽をメインに紹介する番組であるが、スペインやフランス、イタリア等ヨーロッパの音楽も紹介している。

## 放送時間
- 日曜 17:30-18:30（1988年10月2日 - 2003年9月28日）
- 日曜 17:00-17:54（2003年10月5日 - ）

## ナビゲーター
- 滝川クリステル（2010年4月4日 - ）

2020年1月5日から3月29日まで第一子、2023年12月3日から2024年1月28日まで第二子出産のため産休。

### 過去のナビゲーター
- 宮崎萬純（1988年10月 - 1993年）
- 緒形典子（2001年9月まで）
- エジソン峰記（2001年9月まで、マンスリーナビゲーター）

日系ブラジル人でポルトガル語のDJを月1回のペースで担当していた。毎月第一週担当。
- 林奈穂（2001年10月 - 2010年3月）
- 板井麻衣子[注釈 1]（2023年12月3日 - 2024年1月28日）

滝川2回目の産休中に代理ナビゲーターを担当。
- 小野リサ（2001年10月 - 2010年3月、2020年1月5日 - 3月29日、2023年12月3日 - 2024年1月28日）

2001年10月 - 2010年3月にマンスリーナビゲーターとして毎月最終週を担当していたが、2020年1月から同年3月まで滝川の1回目の産休中に代理ナビゲーター、滝川の2回目の産休中にはコーナーナビゲーターを担当。後述するスペシャル番組等にゲストとして出演。

## 歴代テーマ曲
| 使用期間            | 使用期間            | 曲名                | 曲                 |
| ------------------- | ------------------- | ------------------- | ------------------ |
| 1988.10.2           | 1990年頃            | MOUNTAIN FLIGHT     | トニーニョ・オルタ |
| 1990年頃 - 2000年頃 | 1990年頃 - 2000年頃 | 不明                | 不明               |
| 2000年頃            | 2003.9.28           | CANJA CASEIRA       | Choro Club         |
| 2003.10.5           | 2011.3.27           | 走り出すように      | Saigenji           |
| 2011.4.3            | 2018.9.30           | Emperor's Road      | Saigenji           |
| 2018.10.07          | 現在                | Sunflower ("J"inga) | Saigenji           |

エンディングテーマ
- ボンボヤージュ！(アルバム「Frevo!」収録) - 曲：コーコーヤ

## 番組関連イベント・特別番組等

### イベント
ブラジル・ディスク大賞
- 毎年12月に発表される、音楽情報誌「ラティーナ」（2020年5月号で休刊しWEB版へ移行[4]）と共同主催の番組独自のアワード。リスナーからの投票でブラジル音楽の年間アルバム・ベスト10が選出される。

SAÚDE! SAUDADE...CARNAVAL 20○○
- 1997年より毎年2月に開催されるライブイベント。
- 2021年と2022年は新型コロナウイルスの影響により中止となった[5][6]。

NIPPON EXPRESS SAÚDE! SAUDADE... 30th Anniversary Carnival
- 番組放送30周年を迎えた2018年10月2日、六本木ヒルズアリーナで開催されたリスナー招待ライヴイベント。
- Saigenjiとジョイス・モレーノが出演した。

### 特別番組
NIPPON EXPRESS SAÚDE! SAUDADE... 30th Anniversary Edition
- 2018年10月1日、開局30周年24時間特番内、21:00 - 21:58に放送。
- ゲストに小野リサが出演。

J-WAVE NEW YEAR SPECIAL NIPPON EXPRESS SAÚDE! SAUDADE... BEST WISHES FOR YOU
- 2020年1月1日、18:00 - 21:00に放送。滝川クリステルと小野リサが出演。
- 19時台は滝川単独ナビゲートの放送。20時台は産休に入る滝川から小野への引き継ぎ、20時台は小野単独ナビゲートで放送された。

J-WAVE NEW YEAR SPECIAL NX NIPPON EXPRESS SAÚDE! SAUDADE... BEST WISHES FOR YOU
- 2023年1月2日、18:00 - 19:55に放送。
- 18:45から19:35に小野リサがゲスト出演し、生演奏が披露された[11]。

## 番組関連CD
- FASCINATION presented by Saúde! Saudade...（2006年、TOCP-67992）
- SAÚDE! SAUDADE... 30+beyond (2018年、UCCU-1582、SICP-31183)

## 備考
- 日没時間帯に放送される番組のため、冒頭の挨拶は季節により変わる。番組の開始する17時以降に日没を迎える概ね2月後半から9月末には「こんにちは、○○○○（担当ナビゲーター名）です」と挨拶するが、放送開始前に日没を迎える10月初め頃から翌年2月前半には「こんばんは…」となる。
- 新聞のラジオ欄の番組表では、通常「サウジ」もしくは「サウージ」と表記されている。なお、滝川がナビゲーターとなって以降、滝川の氏名のみの記載となっていることもある。
- 番組最後の挨拶は「それでは来週の日曜日、午後5時にJ-WAVEでお会いしましょう」であるが、時期によって前置きがある。
  - 翌日月曜が祝日の場合：「それではこの後も楽しい(素敵な)ホリデーをお過ごし下さい。そして…」
  - クリスマスが近い放送の場合：「それではこの後も楽しいクリスマスをお過ごしください。そして…」
  - 年末最後の放送：「それでは良いお年をお迎えください。そして来年1月○日日曜日、…」
- 2020年11月15日の放送にて、冒頭部分の音声が乱れるトラブルが発生した[12]。
- J-WAVEの番組でコミュニティFM局向けに再送信される場合、通常CM部分はフィラー音楽に差し替えられているが、一時期差し替えなしで日本通運のCMをそのまま流していたことがある。これは2014年3月までCM部分をフィラー音楽に差し替えていたLISMO WAVEでも同様の対応がとられていた。